# Lise Meitner
  Lise Meitner  (alemany: Elise Meitner)  (Viena, 7 de novembre de 1878 - Cambridge, 27 d'octubre de 1968) fou una física austríaca d'origen jueu, nacionalitzada sueca. Estudià la radioactivitat i la física nuclear i tingué un paper clau en el descobriment i explicació de la fissió nuclear, juntament amb el seu col·lega Otto Hahn. L'element 109 de la taula periòdica, descobert el 1982, s'anomena «meitneri» en honor seu.

## Biografia
Lise Meitner fou la tercera dels vuit fills que tingueren Philip i Hedwig (nascuda Skovran) Meitner, ambdós jueus. El seu pare era un lliurepensador que, com a advocat, respectava les lleis, però n'era crític. La mare tenia molta afició a la música i va fer que fills i filles aprenguessin a tocar el piano des de petits. El cercle social que freqüentava la família el componien jueus amb professions liberals que apreciaven la cultura i el seu comportament no venia dictat per les normes del judaisme; de fet, els Meitner, com altres famílies jueves del seu entorn, van convertir-se al luteranisme.
En aquell ambient, Lise Meitner des de la infància tingué afició per la lectura i les matemàtiques i s'interessava per la natura. A l'escola era molt bona estudiant, però en aquella època, l'educació l'obligatòria per a les noies acabava als catorze anys. Quan expressà el seu interès per estudiar a la Universitat de Viena, els seus pares li aconsellaren que primer obtingués un títol que li servís, per exemple, per ensenyar i poder mantenir-se i després ja pensaria a preparar-se per a la universitat.
Als vint anys, amb el títol per dedicar-se a l'ensenyament del francès, començà a fer classes en una escola de noies de Viena, per demostrar que podia mantenir-se ella sola, però sense oblidar el seu somni d'estudiar a la universitat. Les coses es posaren al seu favor quan, el 1899, un decret del Govern permetia l'admissió de les dones a la universitat encara que no tinguessin el títol del Gymnasium (equivalent a batxillerat). Havia de preparar-se per obtenir un certificat de Matura, que li permetria accedir a la universitat. A la seva família, la seva germana Gisela també va acollir-se a aquesta possibilitat i després de dos anys de preparació, va començar a estudiar medicina el 1900.
El 1901 va començar a estudiar física a la Universitat de Viena, on va tenir com a professor Ludwig Boltzmann. El 1905 obtingué el doctorat, i es traslladà a Berlín el 1907 per estudiar amb Max Planck i el químic Otto Hahn, amb el qual treballaria els següents trenta anys, dirigint sengles departaments a l'Institut Kaiser Wilhelm de Berlín. El director de l'Institut Emil Fischer no permetia que cap dona treballés als laboratoris, i Meitner havia de treballar al soterrani. Hahn i Meitner van col·laborar estretament en l'estudi de la radioactivitat. L'any 1918, van descobrir el primer isòtop de llarga vida de l'element protoactini.

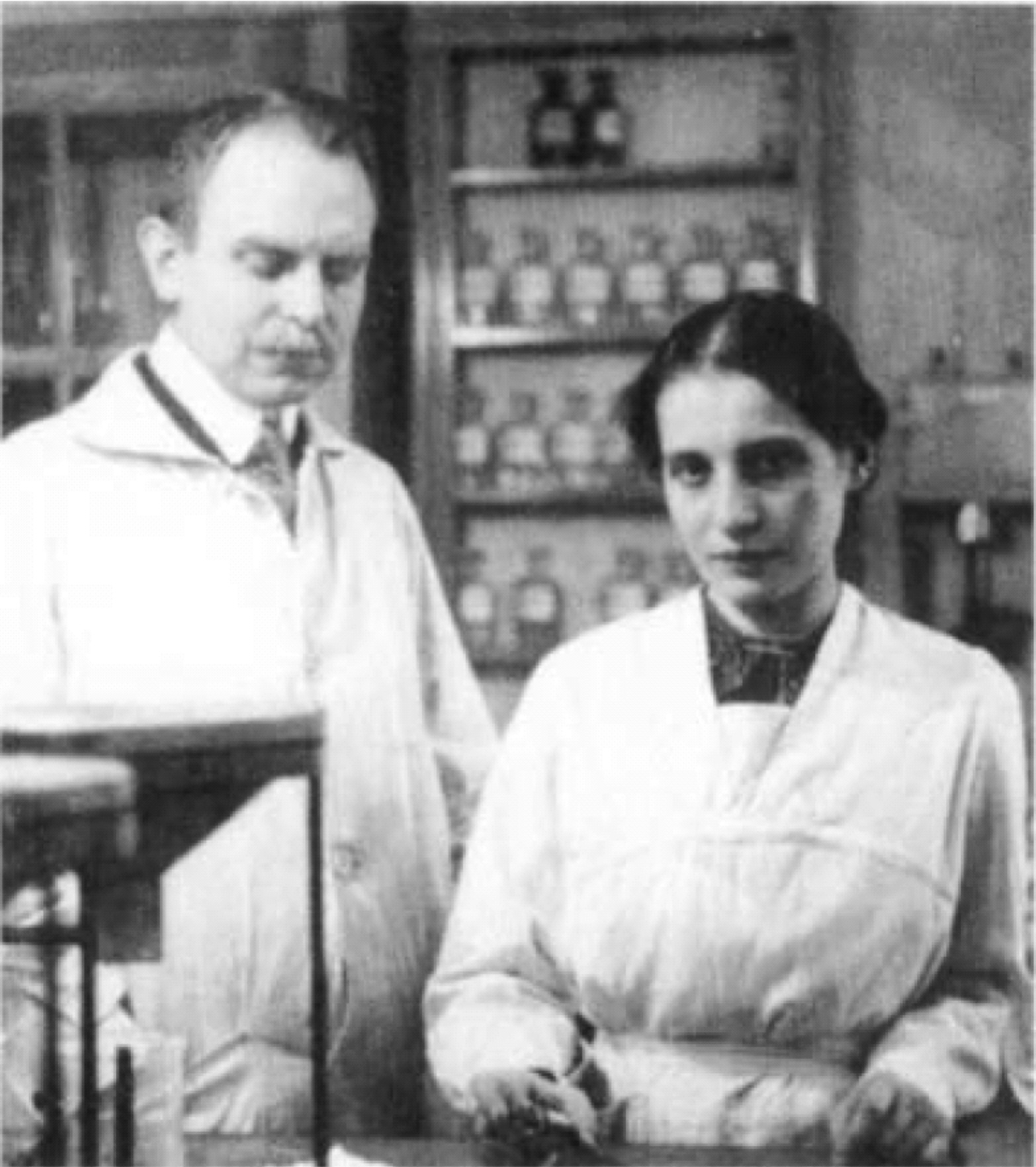
Lise Meitner i Otto Hahn al laboratori, 1912

El 1923, Lise Meitner descobrí el fenomen de transició no radioactiva que s'anomenaria efecte Auger pel nom del físic francès Pierre Victor Auger, que el descobriria independentment dos anys després. El 1926, esdevingué professora titular a la Universitat de Berlín, i fou la primera dona que assolia aquest grau a Alemanya.
Amb el descobriment dels neutrons a principi de l'any 1930, i la possibilitat d'obtenir elements més pesants que l'urani, l'estudi de la física nuclear guanyà cada vegada més importància. Meitner i Hahn destacaren en aquest camp al costat de personalitats com Ernest Rutherford, Enrico Fermi o Irène Joliot-Curie.
Amb l'arribada de Hitler al poder, s'inicià la persecució de molts científics jueus o d'esquerres al si mateix del món acadèmic alemany. Otto Frisch, Albert Einstein, Leo Szilard, entre d'altres, foren acomiadats o forçats a dimitir. Meitner, aleshores directora de l'Institut de Química, va poder evitar-ho inicialment per la seva nacionalitat austríaca. L'annexió d'Àustria el març de 1938, l'assetjament que patí, tot i haver-se convertit al luteranisme i no considerar-se ella mateixa jueva, i el poc suport rebut dels seus col·legues, inclòs el mateix Hahn, precipitaren la seva marxa a Suècia. Des d'Estocolm, continuà en contacte amb científics alemanys, sobretot amb Hahn, tot i la creixent desconfiança que hi havia entre ells, per correspondència o en reunions clandestines mantingudes a Copenhaguen gràcies a la seva relació amb el físic danès Niels Bohr.
En aquestes reunions, Meitner i Hahn planificaren un seguit d'experiments, que es realitzarien al laboratori de Hahn a Berlín el novembre de 1938, i que donarien lloc als primers indicis científics de la fissió nuclear. Però, els resultats no van ser interpretats per Hahn fins que, mitjançant la correspondència amb Meitner, aquesta li va poder explicar i demostrar, a partir de les teories d'Einstein, que l'àtom d'urani s'havia trencat per formar bari i criptó, expulsant gran quantitat de neutrons i energia.

Hahn publicà el descobriment científic el gener de 1939, sense esmentar la col·laboració amb Meitner. Ella en publicà l'explicació el mes següent amb el seu nebot, Otto Robert Frisch, que fou qui donà el nom de fissió nuclear. Igualment, Meitner s'adonà de la possibilitat d'una reacció en cadena d'un potencial energètic enorme. Aquest informe despertaria un gran interès, pel seu potencial armamentístic. En el context prebèl·lic del moment, els avenços dels físics alemanys influïren en els esforços nord-americans que cristal·litzarien en el projecte Manhattan.

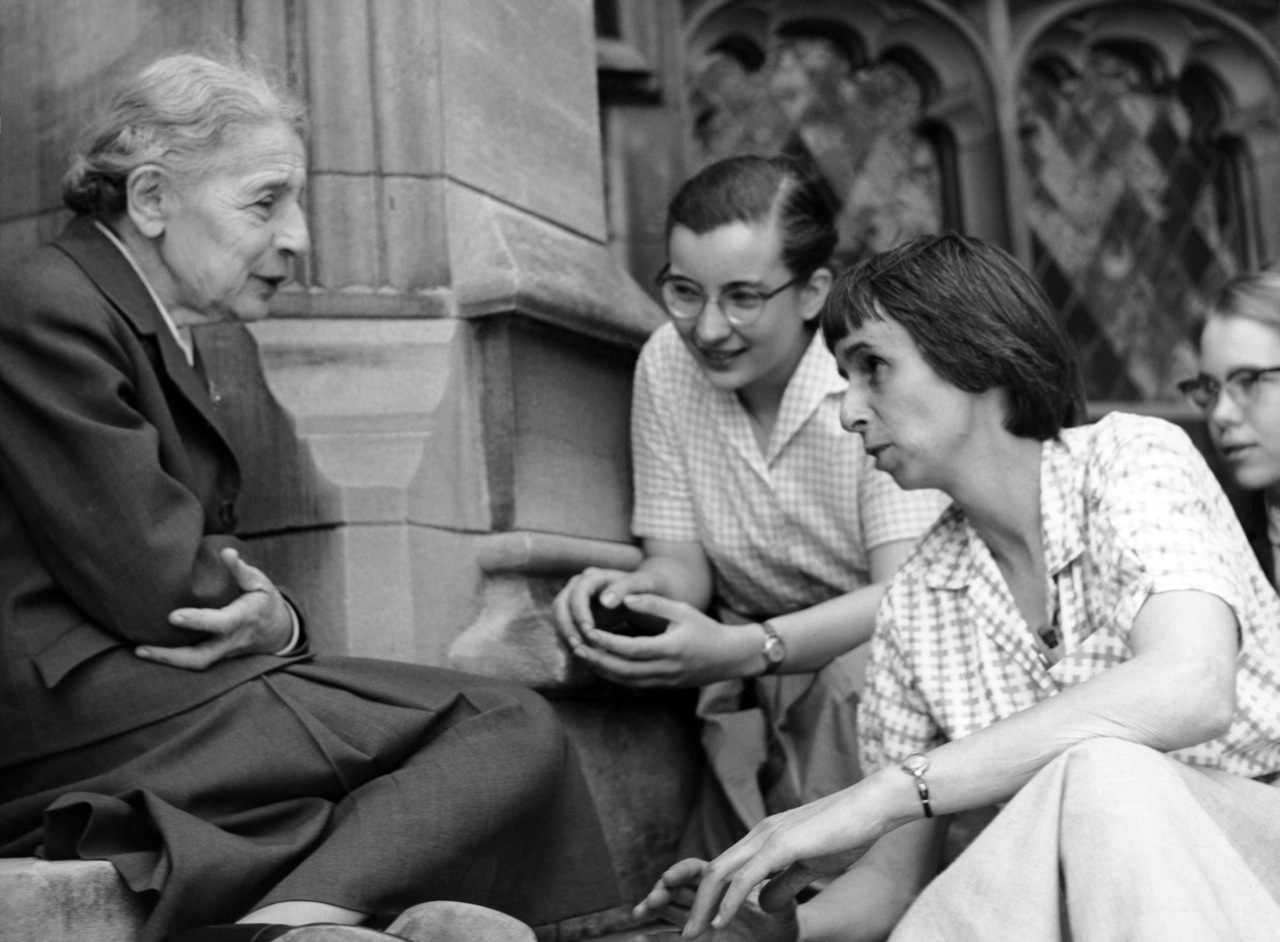
Lise Meitner amb unes estudiants. 1959

L'any 1944, Otto Hahn rebé el Premi Nobel de química pel descobriment de la fissió nuclear, i Lise Meitner es quedà sense el reconeixement que, en opinió de molts científics, mereixia. Hahn reclamava el mèrit al·legant que el descobriment era un treball de química. Tanmateix, al llarg de la seva vida, Meitner rebé altres reconeixements pels seus treballs, com la Medalla Max Planck de la Societat Alemanya de Física el 1949, o l'Enrico Fermi Award, l'any 1966.
Després de la guerra, tot fent autocrítica del seu error d'haver seguit treballant a Alemanya en el període de 1933 a 1938, fou molt crítica amb científics alemanys com Werner Heisenberg o el mateix Hahn, que o bé col·laboraren o es limitaren a conviure amb el règim nazi, sense resistir-s'hi, fos per afinitat o per obtenir privilegis en el seu treball. L'any 1949, Lise Meitner obtingué la ciutadania sueca, i el 1960 es traslladà al Regne Unit.
Lise Meitner va morir a Cambridge, el 27 d'octubre de 1968. Conforme als seus desitjos, fou enterrada a Bramley (Hampshire) junt amb el seu germà Walter, mort el 1964. A la làpida de la seva tomba, el seu nebot Otto Frisch hi feu gravar l'equació de la fissió nuclear la inscripció «Una física que mai no va perdre la seva humanitat».

## Premi Nobel
Malgrat els nombrosos honors que va rebre Meitner en vida, no va rebre el Premi Nobel, mentre es va atorgar a Otto Hahn pel descobriment de la fissió nuclear. Va ser nominada 49 vegades als Premis Nobel de Física i Química, però mai va guanyar-ne cap. El 15 de novembre de 1945, la Reial Acadèmia Sueca de Ciències va anunciar que Hahn havia estat guardonat amb el Premi Nobel de Química de 1944 per el seu descobriment de la fissió de nuclis atòmics pesats.  Meitner va ser qui va dir a Hahn i Strassman que provessin el seu radi amb més detall, i va ser ella qui li va dir a Hahn que era possible que el nucli d'urani es desintegri. Sense aquestes contribucions de Meitner, Hahn no hauria trobat que el nucli d'urani es pot dividir per la meitat.
El 1945, el Comitè Nobel de Química de Suècia que va seleccionar el Premi Nobel de Química va decidir atorgar aquest premi únicament a Hahn, que ho va saber per un diari mentre estava detingut a Farm Hall a Anglaterra. A la dècada del 1990, els registres tancats de les actes del Comitè Nobel es van fer públics, i la biografia completa de Meitner publicada l'any 1996 per Ruth Lewin Sime va aprofitar aquest desegellat per reconsiderar l'exclusió de Meitner. En un article de 1997 a la revista Physics Today de l'American Physical Society, Sime i els seus col·legues Elisabeth Crawford i Mark Walker van escriure:
| « | Sembla que Lise Meitner no va compartir el premi de 1944 perquè l'estructura dels comitès Nobel no era adequada per avaluar el treball interdisciplinari; perquè els membres del comitè de química eren incapaços o no volien jutjar la seva contribució amb justícia; i perquè durant la guerra els científics suecs confiaven en la seva pròpia experiència limitada. L'exclusió de Meitner del premi de química es pot resumir com una barreja de biaix disciplinari, obtusitat política, ignorància i pressa. | » |

Max Perutz, el premi Nobel de química de 1962 va arribar a una conclusió similar:
| « | Després d'haver estat tancats als fitxers del Comitè Nobel durant aquests cinquanta anys, els documents que van conduir a aquest premi injust ara revelen que les llargues deliberacions del jurat del Nobel es van veure obstaculitzades per la manca de valoració tant del treball conjunt que havia precedit el descobriment com de les contribucions escrites i verbals de Meitner després de la seva fugida de Berlín. | » |

El comitè de física de cinc membres incloïa Manne Siegbahn; el seu antic alumne Erik Hulthén, el professor de física experimental a la Universitat d'Uppsala; i Axel Lindh, que finalment va succeir a Hulthén. Tots tres formaven part de l'escola Siegbahn d'espectroscòpia de raigs X. La mala relació entre Siegbahn i Meitner va ser un factor aquí, així com el biaix cap a la física experimental més que no pas teòrica. En el seu informe sobre el treball de Meitner i Frisch, Hulthén es basava en els documents d'abans de la guerra. No creia que el seu treball fos innovador i va argumentar que el premi de física es donava per a treballs experimentals més que no teòrics, cosa que feia molts anys que no era així. Aleshores, la mateixa Meitner va escriure en una carta: «Segur que Hahn es mereixia plenament el Premi Nobel de química. Realment no hi ha cap dubte. Però crec que Frisch i jo vam contribuir amb una cosa no gens menyspreable per aclarir el procés de fissió de l'urani: com s'origina i que produeix tanta energia i això era una cosa molt remota per a Hahn». El Premi Nobel de Hahn era molt esperat; tant ell com Meitner havien estat nominats tant per als premis de química com de física diverses vegades fins i tot abans del descobriment de la fissió nuclear. Segons l'arxiu del Premi Nobel, va ser nominada 19 vegades al Premi Nobel de Química entre 1924 i 1948, i 30 vegades al Premi Nobel de Física entre 1937 i 1967. Entre els candidats hi havia Arthur Compton, Dirk Coster, Kasimir Fajans, James Franck, Otto Hahn, Oskar Klein, Niels Bohr, Max Planck i Max Born. Tot i no haver estat guardonat amb el Premi Nobel, Meitner va ser convidada a assistir a la reunió del Premi Nobel de Lindau el 1962.

## Últims anys
Meitner va trobar que Siegbahn no la volia. En el moment en què s'havia ampliat l'oferta de venir a Suècia, havia dit que no tenia diners i només podia oferir a Meitner un lloc per treballar. Aleshores Bahr havia escrit a Carl Wilhelm Oseen, que havia proporcionat diners de la Fundació Nobel. Això li va deixar espai de laboratori, però ara havia de fer tasques que els darrers vint anys havia pogut delegar als seus tècnics de laboratori. Ruth Lewin Sime va escriure que:
| « | A Suècia no hi havia cap simpatia general pels refugiats de l'Alemanya nazi: el país era petit, amb una economia feble i sense tradició immigrada, i la seva cultura acadèmica sempre havia estat fermament proalemanya, una tradició que no va canviar gaire fins a mitja guerra quan es va fer evident que Alemanya no guanyaria. Durant la guerra, els membres del grup de Siegbahn veien en Meitner un foraster, retirat i deprimit; no entenien el desplaçament i l'ansietat comuns a tots els refugiats, ni el trauma de la pèrdua d'amics i familiars a causa de l'Holocaust, ni l'aïllament excepcional d'una dona que havia dedicat la seva vida a la seva feina de manera decidida. | » |

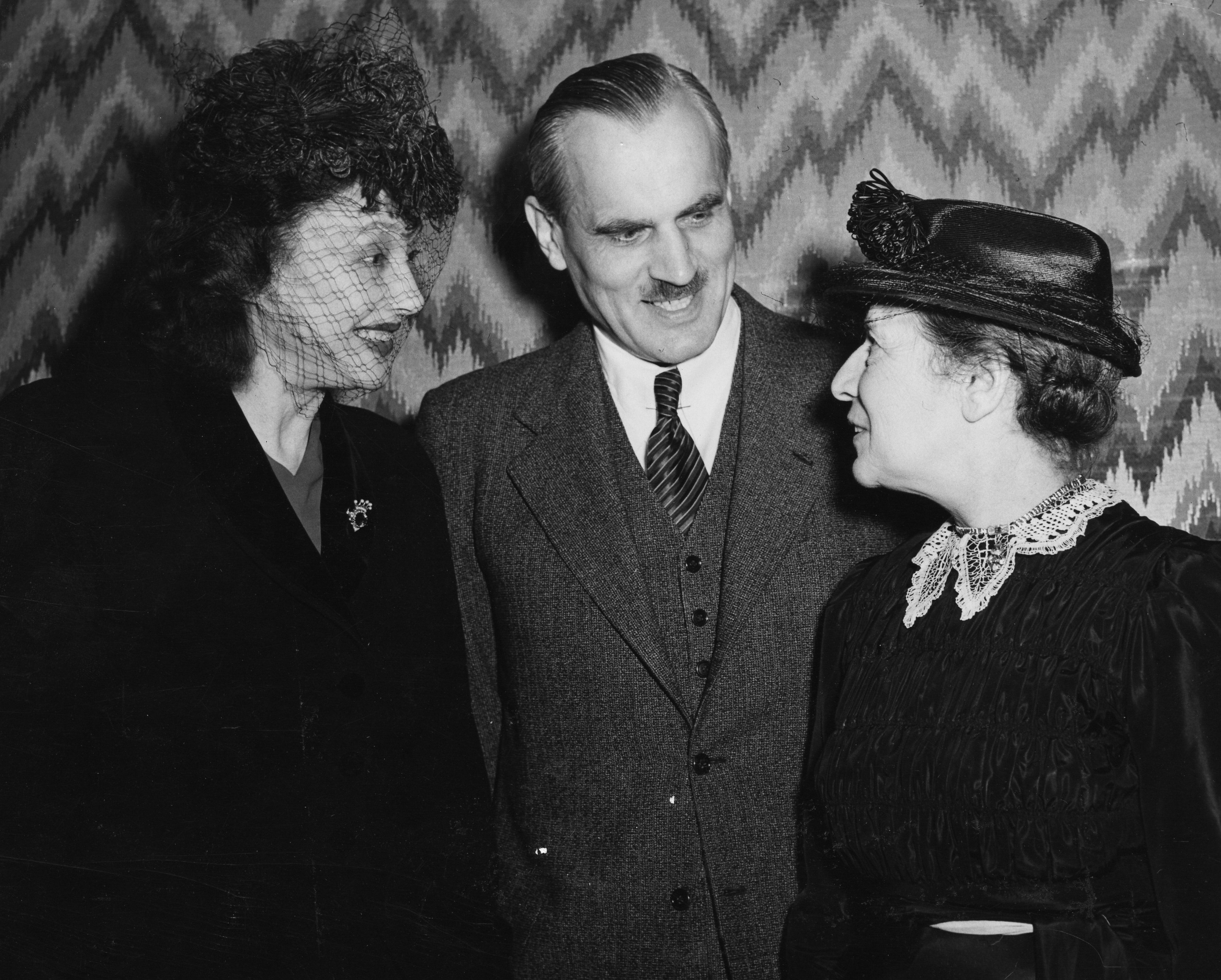
Meitner amb l'actriu Katharine Cornell i el físic Arthur Compton el 6 de juny de 1946

El 14 de gener de 1939, Meitner va saber que el seu cunyat Jutz havia estat alliberat de Dachau i que ell i la seva germana Gusti van poder emigrar a Suècia. El cap de Jutz, Gottfried Bermann, s'havia escapat a Suècia, i va oferir a Jutz el seu antic treball a l'editorial si podia venir. Niels Bohr va intercedir davant un funcionari suec, Justitieråd Alexandersson, que va dir que Jutz rebria un permís de treball en arribar a Suècia. Hi va treballar fins que es va jubilar el 1948, i després es va traslladar a Cambridge per unir-se a Otto Robert Frisch. La seva germana Gisela i el seu cunyat Karl Lion es van traslladar a Anglaterra, i Meitner també es va plantejar traslladar-s'hi. Va visitar Cambridge el juliol de 1939 i va acceptar una oferta de William Lawrence Bragg i John Cockcroft d'una plaça al Laboratori Cavendish amb un contracte de tres anys amb el Girton College, Cambridge, però la Segona Guerra Mundial va esclatar el setembre de 1939 abans que ella pogués fer la mudança.
A Suècia, Meitner va continuar la seva recerca com va poder. Va mesurar les seccions transversals de neutrons de tori, plom i urani utilitzant el disprosi com a detector de neutrons, una tècnica d'assaig iniciada per George de Hevesy i Hilde Levi. Va poder organitzar que Hedwig Kohn, que s'enfrontava a la deportació a Polònia, anés a Suècia i, finalment, emigrés als Estats Units, viatjant a través de la Unió Soviètica. No va tenir èxit en treure Stefen Meyer d'Alemanya, però va aconseguir sobreviure a la guerra. Va rebutjar una oferta per unir-se a Frisch en la contribució britànica al Projecte Manhattan al Laboratori de Los Alamos, declarant «No tindré res a veure amb una bomba!»  Més tard va dir que els bombardejos atòmics d'Hiroshima i Nagasaki l'havien sorprès, i que «lamentava que s'hagués d'inventar la bomba». Després de la guerra, Meitner va reconèixer el seu propi fracàs moral en romandre a Alemanya de 1933 a 1938. Va escriure: «No només va ser estúpid sinó molt malament que no me'n anés de seguida». Va lamentar la seva pròpia inacció durant aquest període, i també va ser amargament crítica amb Hahn, Max von Laue, Werner Heisenberg i altres científics alemanys. En una carta de juny de 1945 dirigida a Hahn, que mai va rebre, va escriure:
| « | Tots heu treballat per a l'Alemanya nazi. I ni tan sols vas provar la resistència passiva. D'acord, per absoldre la vostra consciència vau ajudar alguna persona oprimida aquí i allà, però milions d'éssers humans innocents van ser assassinats i no hi va haver cap protesta. Aquí, a la Suècia neutral, molt abans del final de la guerra, es va discutir què s'havia de fer amb els estudiosos alemanys un cop acabada la guerra. Què deuen pensar, doncs, els anglesos i els nord-americans? Jo i molts altres opinem que l'únic camí per a vosaltres seria fer una declaració oberta que sou conscient que a través de la vostra passivitat compartiu la responsabilitat del que ha passat i que teniu la necessitat de treballar pel que es pot fer per esmenar. Però molts pensen que és massa tard per a això. Aquesta gent diu que primer vau trair els vostres amics, després els vostres homes i els vostres fills perquè els vau deixar jugar la seva vida en una guerra criminal, i finalment que vau trair la mateixa Alemanya, perquè quan la guerra ja era bastant desesperada, mai no vau pronunciar-vos contra la destrucció sense sentit d'Alemanya. Això sona implacable, però, tanmateix, crec que el motiu pel qual t'escric això és la veritable amistat. En els darrers dies s'havia sentit parlar de les coses increïblement horripilants als camps de concentració; desborda tot allò que abans es temia. Quan vaig escoltar a la ràdio anglesa un informe molt detallat dels anglesos i nord-americans sobre Belsen i Buchenwald, vaig començar a plorar fort i vaig estar despert tota la nit. I si haguessis vist aquella gent que portaven aquí dels campaments. Cal agafar un home com Heisenberg i milions com ell i obligar-los a mirar aquests camps i la gent martiritzada. La manera com va aparèixer a Dinamarca el 1941 és inoblidable. | » |

Després del bombardeig d'Hiroshima, Meitner es va convertir en una celebritat. Va tenir una entrevista de ràdio amb Eleanor Roosevelt, i pocs dies després una altra amb una emissora de ràdio de Nova York, durant la qual va escoltar la veu de la seva germana Frida per primera vegada en anys. «Sóc d'ascendència jueva», va dir a la Frida, «no sóc jueva per creença, no sé res de la història del judaisme i no em sento més a prop dels jueus que d'altres persones». El 25 de gener de 1946, Meitner va arribar a Nova York, on va ser rebuda per les seves germanes Lola i Frida, i per Frisch, que havia fet el viatge de dos dies en tren des de Los Alamos. El marit de Lola, Rudolf Allers, va organitzar una càtedra visitant per a Meitner a la Universitat Catòlica d'Amèrica. Meitner va impartir conferències a la Universitat de Princeton, la Universitat Harvard i la Universitat de Colúmbia, i va parlar de física amb Albert Einstein, Hermann Weyl, Tsung-Dao Lee, Yang Chen-Ning i Isidor Isaac Rabi. Va anar a Durham, Carolina del Nord i va veure Hertha Sponer i Hedwig Kohn, i va passar una nit a Washington, DC, amb James Chadwick, que ara era el cap de la Missió Britànica al Projecte Manhattan. També va conèixer el director del projecte, el major general Leslie Groves. Va parlar a Smith College i va anar a Chicago, on va conèixer Enrico Fermi, Edward Teller, Victor Weisskopf i Leo Szilard. El 8 de juliol, Meitner va embarcar a l’RMS Queen Mary per Anglaterra, on es va reunir amb Erwin Schrödinger, Wolfgang Pauli i Max Born. Hi va haver celebracions tardanes pel 300 aniversari d’Isaac Newton, però l'únic alemany convidat a assistir va ser Max Planck.

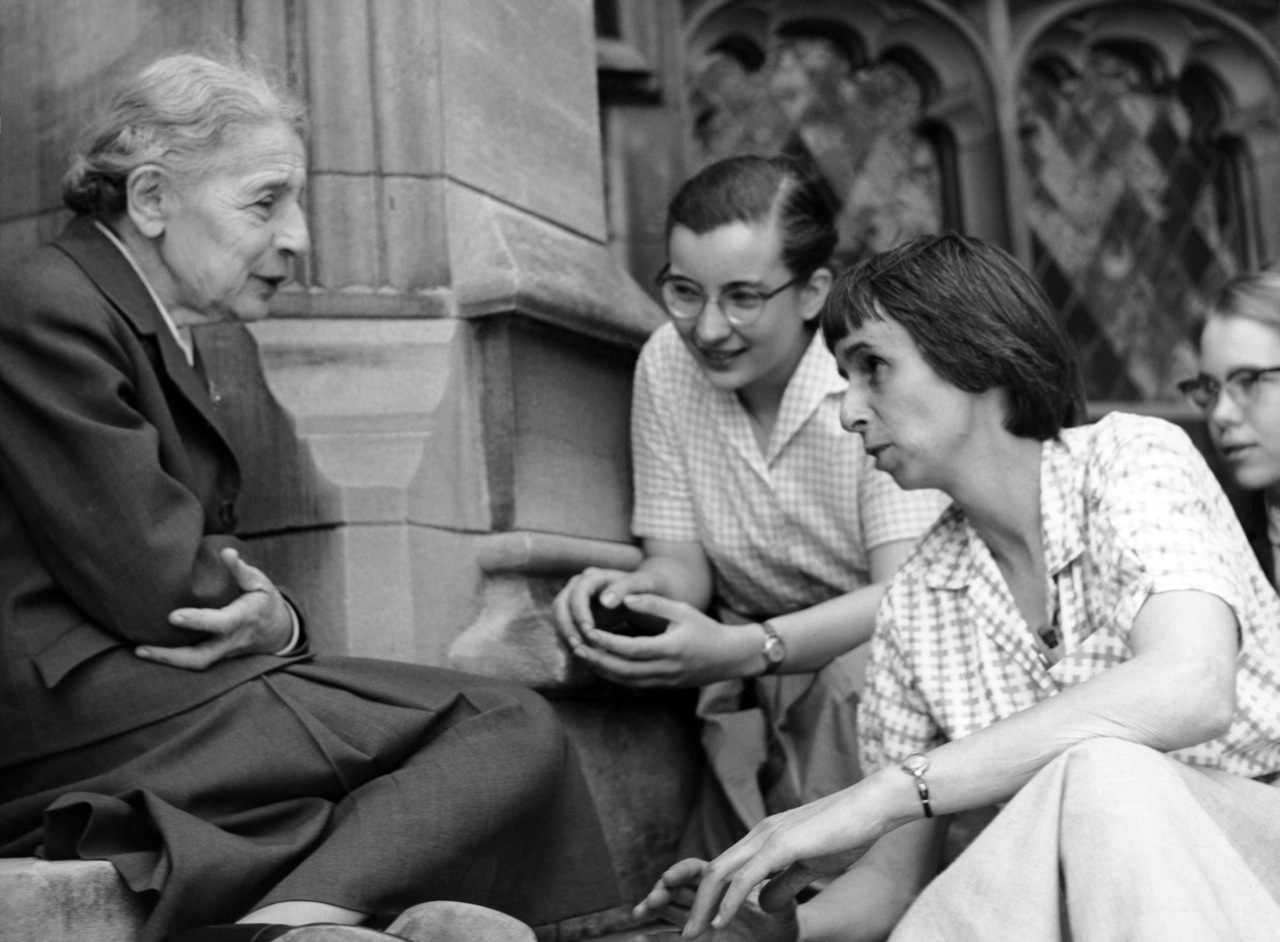
Meitner amb estudiants a les escales de l'edifici de química del Bryn Mawr College l'abril de 1959

Per als seus amics a Suècia, l'oposició de Siegbahn al Premi Nobel de Meitner va ser l'última gota, i van decidir aconseguir-li una millor posició. El 1947, Meitner es va traslladar al Royal Institute of Technology (KTH) d'Estocolm, on  Gudmund Borelius va establir una nova instal·lació per a la investigació atòmica. Hi havia hagut escassa investigació en física nuclear a Suècia, que es va atribuir a la manca de suport de Siegbahn per al treball de Meitner, i ara aquest coneixement semblava vital per al futur de Suècia. Al KTH, Meitner tenia tres habitacions, dos assistents i accés a tècnics, amb Sigvard Eklund ocupant l'habitació del costat. La intenció era que Meitner tingués el sou i el títol d'un professor investigador, un sense tasques docents.
La càtedra va fracassar quan la ministra d'Educació, Tage Erlander, va esdevenir inesperadament la primera ministra de Suècia el 1946, però Borelius i Klein es van assegurar que tingués el sou d'una professora, si no el títol. El 1949, es va convertir en ciutadana sueca, però sense renunciar a la seva ciutadania austríaca gràcies a una llei especial aprovada pel Riksdag. Els plans es van aprovar per a R1, el primer reactor nuclear de Suècia, el 1947, amb Eklund com a director del projecte, i Meitner va treballar amb ell en el seu disseny i construcció. En els seus últims articles científics el 1950 i el 1951, va aplicar nombres màgics a la fissió nuclear. Es va jubilar el 1960 i es va traslladar al Regne Unit on eren molts dels seus familiars.
A les dècades de 1950 i 1960, Meitner va gaudir de visitar Alemanya i quedar-se amb Hahn i la seva família durant diversos dies en diferents ocasions. Hahn va escriure a les seves memòries que ell i Meitner havien estat amics íntims de tota la vida. Tot i que la seva amistat estava plena de proves, probablement més experimentades per Meitner, ella «mai va expressar res més que un profund afecte per Hahn». En ocasions com els seus 70è, 75è, 80è i 85è aniversari, van abordar records en honor de l'altre. Hahn va posar èmfasi en la productivitat intel·lectual de Meitner i en treballs com la seva investigació sobre el model de capa nuclear, passant sempre per alt els motius de la seva mudança a Suècia el més aviat possible. Va posar èmfasi en les qualitats personals d'Hahn, el seu encant i habilitat musical.

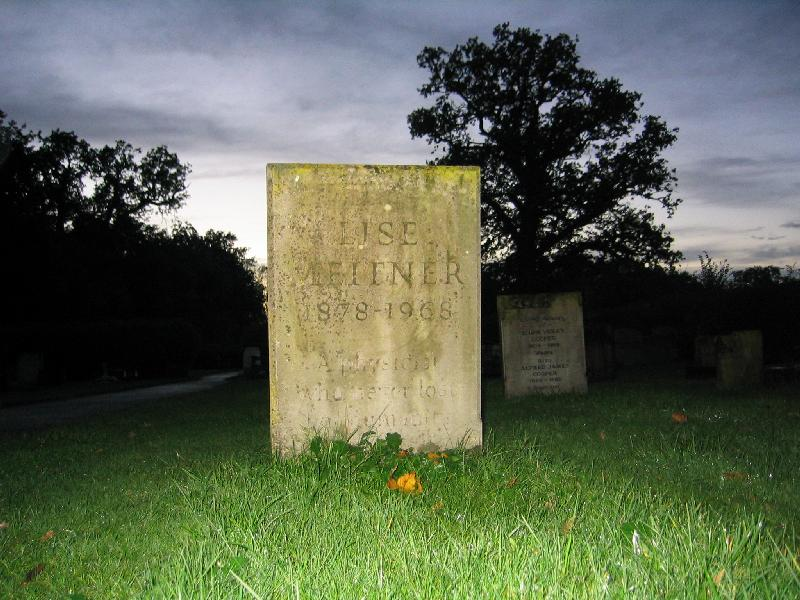
La tomba de Meitner a Bramley, Hampshire

Un extenuant viatge als Estats Units el 1964 va fer que Meitner tingués un atac de cor, del qual va passar diversos mesos recuperant-se. La seva condició física i mental es va veure debilitada per l'aterosclerosi. Després de trencar-se el maluc en una caiguda i patir diversos cops petits el 1967, Meitner es va recuperar parcialment, però finalment es va debilitar fins al punt que va haver de traslladar-se a una residència d'avis de Cambridge. Meitner va morir mentre dormia el 27 d'octubre de 1968 a l'edat de 89 anys. No va ser informada de la mort d'Otto Hahn el 28 de juliol de 1968 ni de la seva dona Edith el 14 d'agost, ja que la seva família creia que seria massa per a algú tan fràgil. Com era el seu desig, va ser enterrada al poble de Bramley a Hampshire, a l'església parroquial de St James, prop del seu germà petit Walter, que havia mort el 1964. El seu nebot Frisch va compondre la inscripció a la seva làpida. Es llegeix:
| « | Lise Meitner: una física que mai va perdre la seva humanitat. | » |

## Premis i honors
Meitner va ser elogiada per Albert Einstein com la  Marie Curie alemanya. En la seva visita als Estats Units el 1946, va rebre l'honor de Dona de l'Any del National Press Club i va sopar amb el president dels Estats Units, Harry S. Truman, al Women's National Press Club. Va rebre la Medalla Leibniz de l''Acadèmia Prusiana de Ciències el 1924, el Premi Lieben de l’Acadèmia Austríaca de les Ciències el 1925, el Premi Ellen Richards el 1928, el Premi Ciutat de Viena per a la ciència el 1947, la Medalla Max Planck de la Societat de Física Alemanya juntament amb Hahn el Premi inaugural de la Societat Química de Hahn el 1954, la medalla Wilhelm Exner el 1960, i el 1967, la distinció austríaca per a la ciència i l'art.

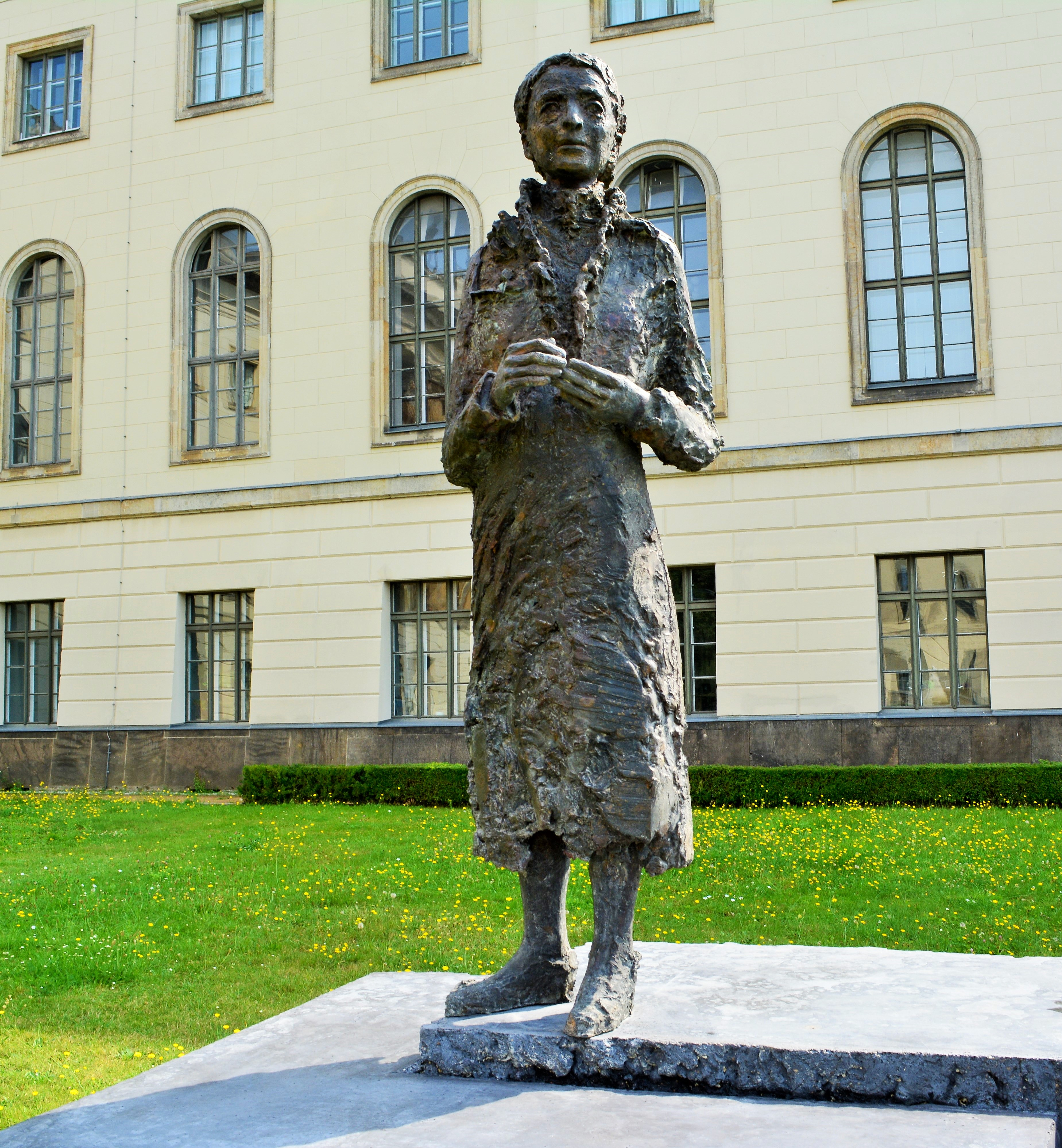
Estàtua de Meitner d’ Anna Franziska Schwarzbach a la Universitat Humboldt de Berlín

El president d'Alemanya, Theodor Heuss, va concedir a Meitner l'ordre alemany més alt per als científics, la classe de pau de la Pour le Mérite el 1957, el mateix any que Hahn. Meitner es va convertir en membre estranger de la Reial Acadèmia Sueca de Ciències el 1945, i membre de ple dret el 1951, el que li va permetre participar en el procés del Premi Nobel. Quatre anys més tard va ser escollida membre estrangera de la Royal Society. També va ser escollida membre d'honor estranger de l’Acadèmia Americana de les Arts i les Ciències el 1960. Va rebre doctorats honoris causa per l'Adelphi College, la Universitat de Rochester, la Universitat Rutgers i el Smith College als Estats Units, la Universitat Lliure de Berlín a Alemanya, i la Universitat d'Estocolm a Suècia.
El setembre de 1966 la Comissió d'Energia Atòmica dels Estats Units va concedir conjuntament el Premi Enrico Fermi a Hahn, Strassmann i Meitner pel seu descobriment de la fissió. La cerimònia es va celebrar al palau Hofburg de Viena. Era la primera vegada que s'atorgava aquest premi a persones no nord-americanes, i la primera vegada que es lliurava a una dona. El diploma de Meitner portava les paraules: «Per la investigació pionera en les radioactivitats naturals i els amplis estudis experimentals que van conduir al descobriment de la fissió». El diploma de Hahn va ser lleugerament diferent: «Per ser pionera en la investigació de les radioactivitats naturals i amplis estudis experimentals que van culminar amb el descobriment de la fissió». Hahn i Strassmann estaven presents, però Meitner estava massa malalta per assistir, així que Frisch va acceptar el premi en nom d'ella. Glenn Seaborg, el descobridor del plutoni, li va presentar a la casa de Max Perutz a Cambridge el 23 d'octubre de 1966.

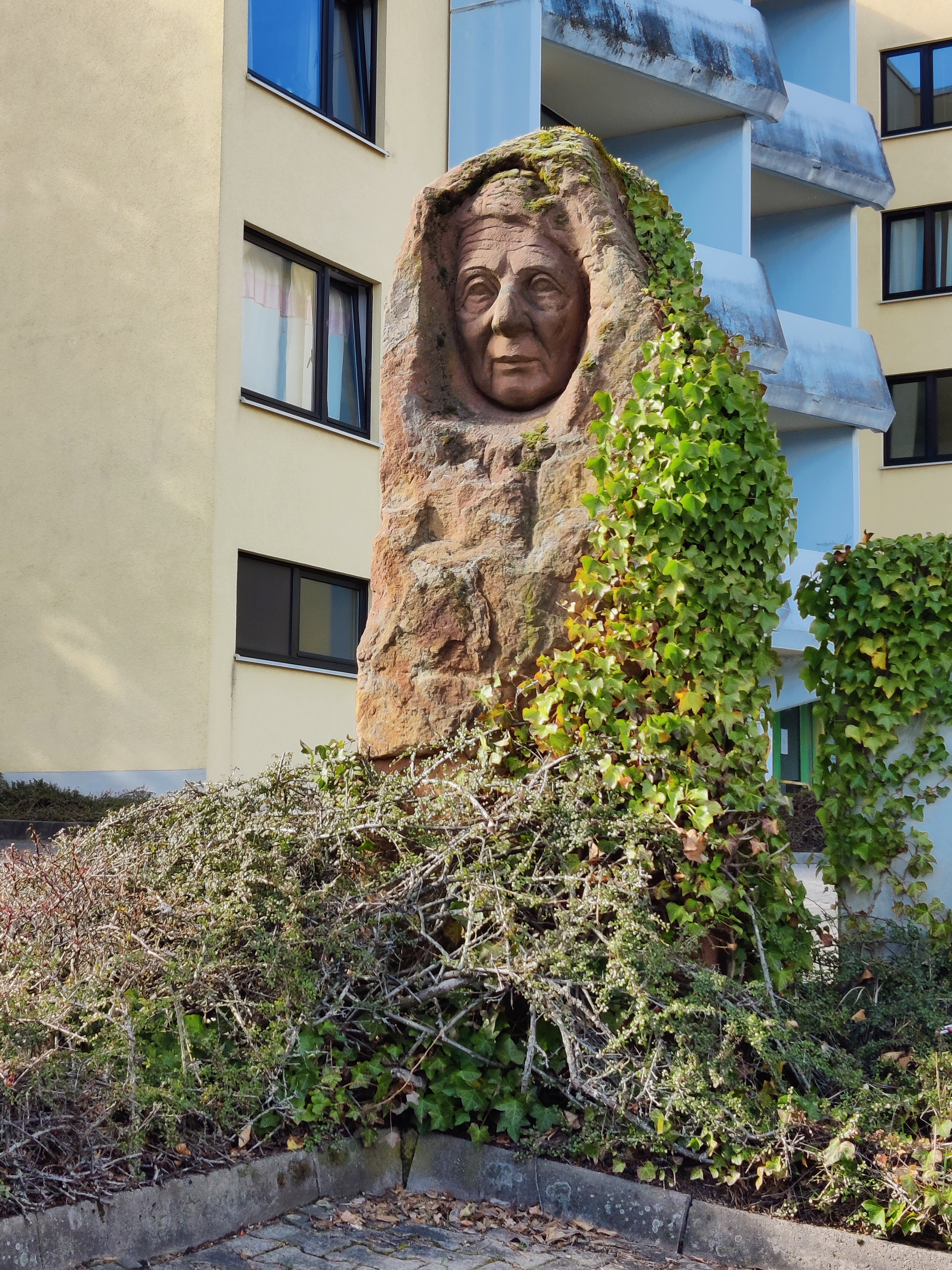
Memorial de Lise Meitner davant del dormitori de Lise Meitner a Kaiserslautern

Després de la seva mort el 1968, Meitner va rebre molts honors de nomenament. El 1997, l'element 109 va rebre el nom de meitnerium. Ella és la primera i, fins ara, l'única dona no mitològica així exclusivament homenatjada (ja que el curium va rebre el nom de Marie i Pierre Curie). Altres honors de nomenament són l’Institut Hahn-Meitner de Berlín, cràters a la Lluna i Venus, i l'asteroide del cinturó principal 6999 Meitner. L'any 2000, la Societat Europea de Física va establir el premi biennal Lise Meitner per a la recerca excel·lent en ciència nuclear. L'any 2006 la Universitat de Göteborg i la Universitat de Tecnologia de Chalmers a Suècia van establir el Premi Lise Meitner de Gothenburg; s'atorga anualment a un científic que ha fet un gran avenç en la física. L'octubre de 2010, l'edifici de la Universitat Lliure de Berlín que havia acollit el KWI de Química, i que s'havia conegut com l'edifici Otto Hahn des de 1956, va passar a anomenar-se Edifici Hahn-Meitner, i el juliol de 2014 es va inaugurar una estàtua de Meitner al jardí de la Universitat Humboldt de Hermann i Maxvonck de Berlín.
Les escoles i els carrers van rebre el seu nom a moltes ciutats d'Àustria i Alemanya, i un curt carrer residencial a Bramley, el seu lloc de descans, es diu Meitner Close. Des del 2008 la Societat Austríaca de Física i la Societat Alemanya de Física organitzen les Lise Meitner Lectures, una sèrie de xerrades públiques anuals impartides per dones físiques distingides, i des del 2015 el Centre Universitari AlbaNova d'Estocolm té una conferència anual Lise Meitner Distinguished Lecture. El 2016, l’Institut de Física del Regne Unit va establir la Medalla Meitner per a la participació pública en la física. El 2017, l’Agència de Projectes d'Investigació Avançada-Energy dels Estats Units va nomenar un important programa d'investigació d'energia nuclear amb el seu nom. El 6 de novembre de 2020 es va llançar un satèl·lit que portava el seu nom (ÑuSat 16 o Lise, COSPAR 2020-079H). L’Agència Internacional d'Energia Atòmica va batejar la seva biblioteca en el seu honor i va establir un programa per oferir a les dones professionals d'inici i mitja carrera oportunitats de participar en un programa professional visitant de diverses setmanes i avançar en les seves habilitats tècniques i suaus.